# Publius Servilius Africanus
Publius Servilius Africanus war ein im 2. Jahrhundert n. Chr. lebender Angehöriger des römischen Ritterstandes (Eques).
Durch ein Militärdiplom, das auf den 22. Dezember 144 datiert ist, ist belegt, dass Africanus 144 Kommandeur der Cohors V Delmatarum civium Romanorum war, die zu diesem Zeitpunkt in der Provinz Mauretania Tingitana stationiert war. Africanus stammte vermutlich aus Sabratha.